# 아스트라한주의 행정 구역
다음은 아스트라한주의 행정 구역에 관한 설명이다.

## 행정 구역
주 지정 도시:

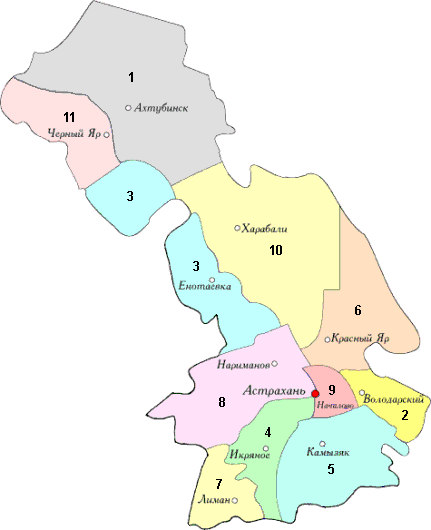

- 아스트라한 (Астрахань) (주도)
  - 키롭스키 구 (Кировский)
  - 레닌스키 구 (Ленинский)
  - 소베츠키 구 (Советский
  - 트루솝스키 구 (Трусовский)
- 즈나멘스크 (Знаменск) (연방 지정 폐쇄 도시)

군:
- 아흐투빈스키군 (Ахтубинский)
  - 아흐투빈스크 시 (Ахтубинск)
  - 니즈니바스쿤차크 (Нижний Баскунчак)
  - 베르흐니바스쿤차크 (Верхний Баскунчак)
- 체르노야르스키군 (Черноярский)
- 이크랴닌스키군 (Икрянинский)
  - 일린카 (Ильинка)
  - 크라스니예바르리카디 (Красные Баррикады)
- 카미작스키군 (Камызякский)
  - 카미자크 시 (Камызяк)
  - 키롭스키 (Кировский)
  - 볼고카스피스키 (Волго-Каспийский)
- 하라발린스키군 (Харабалинский)
  - 하라발리 시 (Харабали)
- 크라스노야르스키군 (Красноярский)
- 리만스키군 (Лиманский)
  - 리만 (Лиман)
- 나리마놉스키군 (Наримановский)
  - 나리마노프 시 (Нариманов)
- 프리볼시스키군 (Приволжский)
- 볼로다르스키군 (Володарский)
- 예노타옙스키군 (Енотаевский)